# Pondok Balik
Pondok Balik is een bestuurslaag in het regentschap Aceh Tengah van de provincie Atjeh, Indonesië. Pondok Balik telt 596 inwoners (volkstelling 2010).